# Okręg La Roche-sur-Yon
Okręg La Roche-sur-Yon (fr. Arrondissement de la Roche-sur-Yon) – okręg w północno-zachodniej Francji. Populacja wynosi 269 tysięcy.

## Podział administracyjny
W skład okręgu wchodzą następujące kantony:
- Chantonnay,
- Essarts,
- Herbiers,
- Mareuil-sur-Lay-Dissais,
- Montaigu,
- Mortagne-sur-Sèvre,
- Poiré-sur-Vie,
- Roche-sur-Yon-Nord,
- Roche-sur-Yon-Sud,
- Rocheservière,
- Saint-Fulgent.